# Tanya James
Tanya James (Riverside, California; 27 de octubre de 1983) es una actriz pornográfica y modelo erótica estadounidense.

## Biografía
Natural de la ciudad californiana de Riverside, en el área metropolitana del Inland Empire, nació con el nombre de Jamie Fay Cooke en octubre de 1983. Se involucró en la industria pornográfica después de conocer en un evento al actor Tony Pounds. Debutó como actriz propiamente en el año 2000, después de cumplir los 18 años, siendo su debut en Real Sex Magazine 56.
Como actriz ha trabajado con productoras como Pure Play Media, Naughty America, Wicked, Brazzers, Hustler, Zero Tolerance, Sin City, 3rd Degree, Penthouse, Adam & Eve, Elegant Angel, Vivid, VCA, Cal Vista o Simon Wolf, entre otras.
En 2004 participó en la AVN Adult Entertainment Expo.
Entre 2005 y 2007, su carrera se vio afectada por un bajo número de escenas producidas, decidiendo tomarse un descanso de la industria y pasar por quirófano para realizarse una operación de aumento de pechos. Regresó en 2008 siendo representada modelo por la agencia LA Direct Models y con un contrato en exclusiva con Zero Tolerance y 3rd Degree.
En 2005 recibió su primera nominación en los Premios AVN en la categoría de Mejor Tease Performance por Innocence: Little Secrets. Cinco años más tarde regresó con otra en la categoría de Mejor escena de masturbación por Intimate Touch 2.
Se retiró de la industria en 2014, habiendo participado en algo más de 270 películas como actriz.

## Premios y nominaciones
| Año  | Ceremonia   | Resultado | Premio                       | Trabajo                   |
| ---- | ----------- | --------- | ---------------------------- | ------------------------- |
| 2005 | Premios AVN | Nominada  | Mejor Tease Performance      | Innocence: Little Secrets |
| 2010 | Premios AVN | Nominada  | Mejor escena de masturbación | Intimate Touch 2          |